# Université pour femmes d'Ochanomizu
L'université pour femmes d'Ochanomizu (お茶の水女子大学, Ochanomizu Joshi Daigaku, couramment abrégée en Ochadai, お茶大) est une université nationale japonaise fondée en 1875, située dans le quartier de Bunkyō à Tōkyō.

## Composantes
L'université est structurée en facultés de 1er cycle (学部, gakubu), qui ont la charge des étudiantes de premier cycle universitaire, et en facultés de cycles supérieurs (研究科, kenkyūka), qui ont la charge des étudiantes de 2e et 3e cycle universitaire. 

### Facultés de premier cycle
L'université compte trois facultés de premier cycle (学部, gakubu) :
- Faculté de lettres
- Faculté d'éducation
- Faculté de sciences de l'environnement et de vie de l'Homme.

### Facultés de cycles supérieur
L'université compte une faculté de cycles supérieurs (研究科, kenkyūka) :
- Faculté de sciences et de sciences humaines

## Personnalités liées à l'université

### Enseignantes
- Uryū Shigeko
- Michiyo Tsujimura

### Étudiantes
- Hiromi Kawakami, prix Akutagawa 1996
- Toshiko Yuasa, médaille au ruban pourpre en 1974 et ordre de la Couronne précieuse en 1980
- Mieko Yoshimura, première femme gouverneure de la préfecture de Yamagata.